# Vitali Tajbert

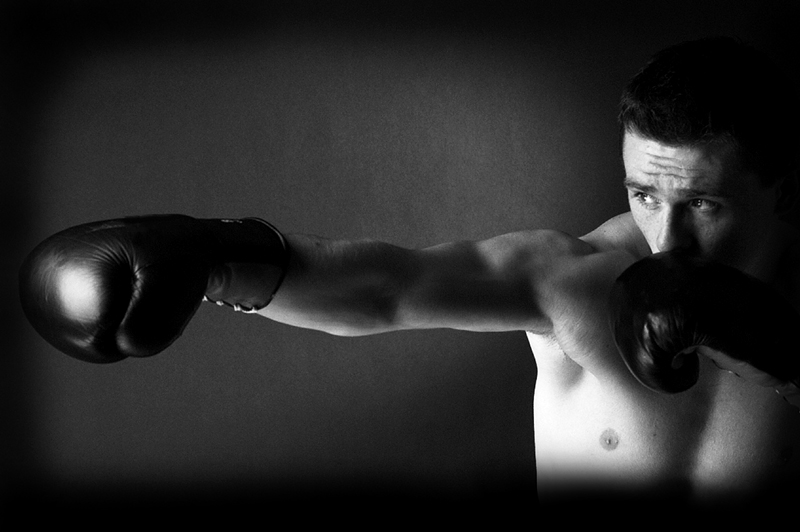
Vitali Tajbert.

Vitali Tajbert (Mijailovka, URSS, 25 de mayo de 1985) es un deportista alemán, de origen kazajo, que compitió en boxeo.
Participó en los Juegos Olímpicos de Atenas 2004, obteniendo una medalla de bronce en el peso pluma. Ganó una medalla de plata en el Campeonato Mundial de Boxeo Aficionado de 2003 y una medalla de oro en el Campeonato Europeo de Boxeo Aficionado de 2004.

## Palmarés internacional
| Juegos Olímpicos   | Juegos Olímpicos    | Juegos Olímpicos  | Juegos Olímpicos |
| Año                | Lugar               | Medalla           | Categoría        |
| ------------------ | ------------------- | ----------------- | ---------------- |
| 2004               | Atenas (Grecia)     | Medalla de bronce | 57 kg            |
| Campeonato Mundial |                     |                   |                  |
| Año                | Lugar               | Medalla           | Categoría        |
| 2003               | Bangkok (Tailandia) | Medalla de plata  | 57 kg            |
| Campeonato Europeo |                     |                   |                  |
| Año                | Lugar               | Medalla           | Categoría        |
| 2004               | Pula (Croacia)      | Medalla de oro    | 57 kg            |